# 科尼吉
科尼吉（法語：Connigis）是法国皮卡第大区埃纳省的一个市镇，属于蒂耶里堡区孔代昂布里县。该市镇2009年时的人口为332人。

## 人口
科尼吉人口变化图示
| 数据来源：INSEE |